# باکمن (ویرجینیای غربی)
باکمن (به انگلیسی: Bachman) یک منطقهٔ مسکونی در ایالات متحده آمریکا است که در شهرستان فایت، ویرجینیای غربی واقع شده است. باکمن ۴۱۷٫۸۹ متر بالاتر از سطح دریا واقع شده است.